# Municipio de Preston (Iowa)
El municipio de Preston (en inglés: Preston Township) es un municipio ubicado en el condado de Plymouth en el estado estadounidense de Iowa.

## Geografía
El municipio de Preston se encuentra ubicado en las coordenadas 42°51′57″N 96°23′26″O / 42.86583, -96.39056. Según la Oficina del Censo de los Estados Unidos, el municipio tiene una superficie total de 93.57 km², de la cual 93,57 km² corresponden a tierra firme y (0 %) 0 km² es agua.

## Demografía
Según el censo de 2010,había 281 personas residiendo en el municipio de Preston. La densidad de población era de 3 hab./km². De los 281 habitantes, el municipio de Preston estaba compuesto por el 97,51 % blancos, el 0,71 % eran afroamericanos, el 1,07 % eran de otras razas y el 0,71 % eran de una mezcla de razas. Del total de la población el 1,78 % eran hispanos o latinos de cualquier raza.
En el censo del año 2020, la población de Preston era de 302 habitantes. De estos, 292 eran blancos, 1 afroamericano, 10 hispanos o latinos, 5 de otra raza y 4 de dos o más razas.